# Bagmara
Bagmara är ett underdistrikt i Bangladesh. Det ligger i den nordvästra delen av landet, 190 kilometer nordväst om huvudstaden Dhaka.
Trakten runt Bagmara består till största delen av jordbruksmark. Runt Bagmara är det mycket tätbefolkat, med 1 221 invånare per kvadratkilometer.